# 浪花崎信蔵
浪花崎 信蔵（なにわざき のぶぞう、1871年9月？（明治4年8月）ｰ ？）　は、明治時代の大相撲力士。本名は平野信蔵か。引退後は若者頭を務めた。175cm、85kg前後。

## 略歴
大阪府摂津国島下郡畑田村（のち大阪府島下郡春日村→三島郡春日村、現在の茨木市）生まれ。19歳で大坂相撲に入門し幕下まで進むが、1893年東京相撲に移籍。高砂部屋に入り、1894年1月幕下付け出しで初土俵となる。
1900年5月新十両。1907年5月まで十両を連続15場所務め、十両筆頭まで進むも入幕はできず。1912年5月より二十山部屋所属で若者頭となる。
1927年引退。没年月日不明。